# Football League 1985/1986
Football League 1985/1986 byla 87. kompletní sezónou anglické fotbalové soutěže English Football League. Šlo také o 106. sezónou soutěžního fotbalu v Anglii.
V nejvyšší, první divizi, vyhrál klub Liverpool FC, který v této sezóně vyhrál i anglický pohár (FA cup). Druhou divizi vyhrál Norwich City FC, třetí divizi vyhrál Reading FC a čtvrtou divizi vyhrál Swindown Town FC.

## Vítězové dalších soutěží
- Alliance Premier League: Enfield
- Associate Member's cup: Bristol City
- League Cup: Oxford United
- Charity Shield: Everton